# Valdifiemme HC
Le Valdifiemme Hockey Club est un club de hockey sur glace basé à Cavalese dans le Trentin-Haut-Adige en Italie. Il évolue dans l'IHL, le deuxième niveau italien.

## Historique
Le club est fondé en 1956 sous le nom de Unione Sportiva Latemar. En 1997, il est renommé Hockey Club Nuovo Fiemme 97. Il évolue dans l'IHL, le deuxième niveau italien.

## Palmarès
- Vainqueur de la Serie B: 1982, 1983, 1987.